# 华疏花薹草
华疏花薹草（学名：Carex sino-dissitiflora）为莎草科薹草属的植物。分布于中国大陆的云南等地，生长于海拔1,900米的地区，多生长于山坡湿处，目前尚未由人工引种栽培。